# エルンスト2世 (ザクセン＝アルテンブルク公)
エルンスト2世（ドイツ語: Ernst II. von Sachsen-Altenburg, 1871年8月31日 アルテンブルク - 1955年3月22日 トロッケンボルン＝ヴォルファースドルフ）は、ドイツ・テューリンゲン地方の諸侯の1人。最後のザクセン＝アルテンブルク公（在位1908年2月7日 - 1918年11月18日）。

## 生涯
ザクセン＝アルテンブルク公子モーリッツとその妻でザクセン＝マイニンゲン公ベルンハルト2世の娘であるアウグステの間の第4子、長男として生まれた。全名はエルンスト・ベルンハルト・ゲオルク・ヨハン・カール・フリードリヒ・ペーター・アルベルト（Ernst Bernhard Georg Johann Karl Friedrich Peter Albert）。1884年から1886年までドレスデンのヴィツトゥム中等教育学校（Vitzthum-Gymnasium Dresden）に、1886年から1889年までアイゼンベルクのクリスティアン中等教育学校（Christians-Gymnasium）に通った。1890年よりスイスのローザンヌ大学に通い、同校のドイツ人学生団（Société d’Étudiants Germania Lausanne）にも賓客として所属した。1891年から1892年にかけては、イェーナ大学で自然科学、国家学、歴史学および哲学を学んでいる。1892年にはハイデルベルク大学に移った。
1893年にはカッセルの陸軍士官学校に入り、1894年にはベルリンで士官認定試験（Offiziersexamen）をパスしている。1894年9月にはプロイセン陸軍第1近衛歩兵連隊所属の少尉に任官した。1903年から1905年まで、ドイツ帝国軍の参謀本部に所属し、いくつかの作戦会議に参加している。また1898年2月27日にビュッケブルクにおいて、シャウムブルク＝リッペ侯子ヴィルヘルムの娘アーデルハイトと結婚し、間に2男2女の4人の子女をもうけている。
1908年に伯父のエルンスト1世の崩御に伴ってザクセン＝アルテンブルク公となり、第153歩兵連隊（Thüringer Infanterieregiments Nr. 153）の連隊長およびフライベルク駐屯のザクセン王国軍第12狙撃兵大隊（Sächsischen Jägerbataillions Nr. 12）の大隊長をも引き継いだ。同年、ドイツ皇帝ヴィルヘルム2世より黒鷲勲章を授与されている。エルンスト2世は領民に人気のある君主で、誰に対しても丁寧かつ親切な対応をした。
また公爵は学術調査や科学技術に関心が深く、公国において最も早くに自動車を所有した人物の1人であった。1911年にはスヴァールバル諸島への調査探検旅行を企画し、公国の飛行場（現在のライプツィヒ＝アルテンブルク空港の一部）の建設に着手し、探検家のスヴェン・ヘディンやフリチョフ・ナンセンと交流を持った。
第1次世界大戦が勃発すると、エルンスト2世は陸軍中将に任じられ、第153歩兵連隊を率いてドイツ第4軍に加わり、西部戦線に配属された。1914年8月14日には歩兵大将（General der Infanterie）となり、マルヌ会戦での戦功を認められて鉄十字章1等勲章を授けられた。1914年10月7日に歩兵旅団長、1915年3月20日に第8師団長に就任した。1915年5月30日にプール・ル・メリット勲章を授けられるとともに、戦列から外された。1916年4月4日に一旦は第8師団長に復帰したものの、同年8月には健康状態が思わしくないとの理由で再び戦列から外された。
1918年10月、第1次大戦におけるドイツの敗北と同時に君主制の破滅が始まりつつある中、エルンスト2世は公国の選挙法の改正要求を受け入れるかどうか迷っていた。1918年11月7日にアルテンブルク市街で騒擾が勃発すると、公爵は3人の社会民主党員に閣僚ポストを与えて事態を収拾しようとしたが、結局11月13日には退位を余儀なくされた。

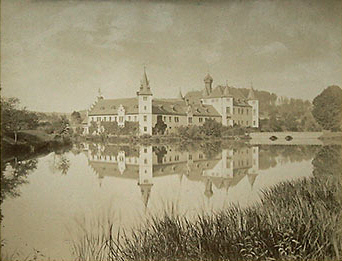
エルンスト2世の退位後の隠居所、フレーリッヒェ・ヴィーダークンフト狩猟用城館、写真は1870年以前のもの

退位後、エルンストはベルリンのヴィラ・イム・グルーネヴァルト（Villa im Grunewald）を仮寓と定め、1919年4月からベルリン大学の物理学、海洋学、哲学の講義の聴講生となった。妻のアーデルハイトとは別居状態となり、夫妻は1920年に離婚した。1922年、エルンストはトロッケンボルン＝ヴォルファースドルフにあるフレーリッヒェ・ヴィーダークンフト狩猟用城館（Jagdschloss Fröhliche Wiederkunft）に居を移し、「リーゼネック男爵（Ernst Freiherr von Rieseneck）」と名を変えて暮らすことにした。エルンストは天文学者のクルト・キスハウザーの援助で、城館に近代的な天文台を設置することが出来た。この天文台は優れた研究機関として機能した。1930年代初頭には、エルンストはイェーナ大学の天文物理学研究所で講義を受けている。
1934年、エルンストは1923年よりずっと使用を禁じられてきた「ザクセン＝アルテンブルク公（Ernst Herzog von Sachsen-Altenburg）」の称号の使用をテューリンゲン州の司法省に認可された。同じく1934年7月15日、エルンストは長年の伴侶であった声楽家のマリー・トリーベル（Marie Triebel, 1893年 - 1955年）と再婚した。この結婚は家内法の見地から貴賤結婚にあたるため、マリーは「リーゼネック男爵夫人（Freifrau von Rieseneck）」を称した。1937年5月1日、エルンストは国家社会主義ドイツ労働者党に入党した（486万8032番目の党員だった）。1938年には追い出されたアルテンブルク市の名誉市民とされ、1943年4月10日には同市当局より、かつての居城アルテンブルク城を返還された。
1946年のドイツ国境変更に伴い、フレーリッヒェ・ヴィーダークンフト城はソ連占領区域（Sowjetische Besatzungszone）に入ったが、エルンストは1946年10月にソ連の占領軍司令官との交渉により、城館の居住権を認められた。長男のゲオルク・モーリッツは父にイギリス軍占領地域にあるパーダーボルン郊外のハンボルン城（Schloss Hamborn）に身を寄せるように提案したが、エルンストはこれを拒んだ。
エルンストは1918年に退位させられたドイツ帝国の君主たちの中では、唯一東側のドイツ民主共和国の市民となった人物となった。また同時に、1954年にザクセン＝コーブルク＝ゴータ公カール・エドゥアルトが崩御した後は、1918年に退位したドイツ君主の中で最も後まで生き延びた人物となった。エルンストは1955年3月、妻のマリーの死の翌月に亡くなり、「クレーエンヒュッテ（Krähenhütte, カラスの家）」と名付けた個人的な墓廟に安置された。
エルンストの2人の息子はいずれもルドルフ・シュタイナーの創始した人智学に心酔して同協会の運動家の草分けとなり、生涯をシュタイナー教育の発展に捧げた。息子たちはいずれも独身を通したため、1991年の長男ゲオルク・モーリッツの死により、ザクセン＝アルテンブルク公爵家は断絶した。

## 子女
最初の妻アーデルハイトとの間に2男2女の4人の子女をもうけた。
- シャルロッテ・アグネス・エルネスティーネ・アウグステ・バティルディス・マリー・テレーゼ・アドルフィーネ（1899年 - 1989年） - 1919年、プロイセン王子ジギスムントと結婚
- ヴィルヘルム・ゲオルク・モーリッツ・エルンスト・アルベルト・フリードリヒ・カール・コンスタンティン・エドゥアルト・マックス（英語版）（1900年 - 1991年） - ザクセン＝アルテンブルク公世子
- エリーザベト・カロラ・ヴィクトリア・アーデルハイト・ヒルダ・ルイーゼ・アレクサンドラ（1903年 - 1991年）
- フリードリヒ・エルンスト・カール・アウグスト・アルベルト（1905年 - 1985年）

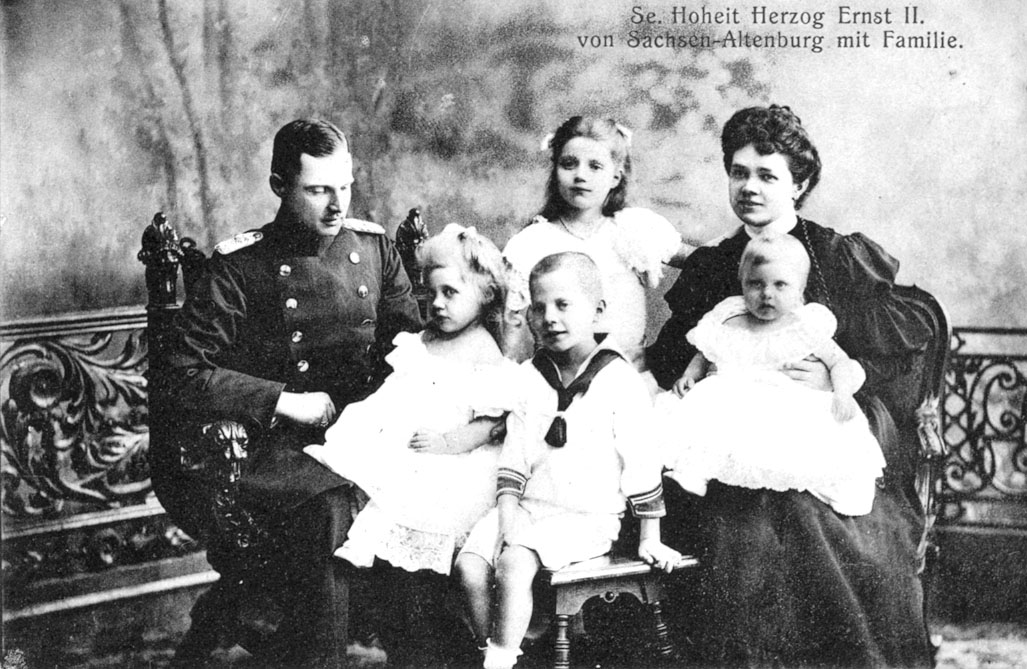
ザクセン＝アルテンブルク公エルンスト2世一家のポストカード（1906年頃）